# Acqua in bocca (romanzo)
Acqua in bocca è un romanzo scritto a quattro mani da Andrea Camilleri e Carlo Lucarelli, nel quale interagiscono i loro personaggi di maggior successo, il commissario Montalbano e l'ispettrice Grazia Negro. Il libro è stato pubblicato da minimum fax nel giugno 2010.

## Titolo
Il modo di dire che dà il titolo al romanzo, il cui significato metaforico è un invito al silenzio, può essere messo in relazione con due elementi della narrazione: la responsabilità di servizi deviati, la cui azione mira ad occultare imbarazzanti segreti, e la presenza di una donna killer che uccide le sue vittime mediante annegamento.

## Incipit
DA: isp. capo GRAZIA NEGRO 

A: dott. SALVO MONTALBANO c/o COMMISSARIATO DI VIGATA 

OGGETTO: richiesta di informazioni su OMICIDIO DEI PESCIOLINI ROSSI
Caro collega,

ti scrivo di mia iniziativa personale e senza che lo sappiano né il dirigente del mio ufficio né il questore, che, ti dico subito, non approverebbero, avendo un'ipotesi investigativa del tutto diversa sul caso in oggetto [...]. Se un po' ti conosco e se la tua fama corrisponde a verità, sono sicura che mi aiuterai...

## Trama
Nella notte del 27 maggio 2006, in un appartamento nel centro di Bologna, viene rinvenuto il cadavere di un uomo. È riverso in cucina, la testa è avvolta da un sacchetto di plastica, indossa una sola scarpa e accanto a lui ci sono alcuni pesci rossi, ugualmente morti. 
 Le indagini vengono affidate all'ispettrice Grazia Negro che di lì a poco ritiene opportuno rivolgersi al collega Salvo Montalbano, commissario a Vigata, in Sicilia, per ottenerne l'aiuto: non solo perché la vittima, Arturo Magnifico, era originaria appunto di Vigata, ma anche perché si sono verificati molti fatti strani che hanno messo in allarme l'ispettrice. 
 Mediante una fitta corrispondenza affidata ai più diversi canali non ufficiali (spedizioni di cannoli e tortellini, amici di passaggio a Bologna) i due poliziotti riescono a trovare la probabile soluzione del caso: si tratta di un'azione dei servizi deviati che per occultare alcuni pericolosi segreti si sono serviti di una spietata donna killer, non ignota al commissario. 
 Poiché l'ostinazione a proseguire l'indagine mette ormai in pericolo le loro stesse vite, Montalbano e Grazia s'incontrano a Milano Marittima, dove organizzano una trappola per rendere inoffensiva l'assassina. 
 Il piano funziona (un po' fortunosamente) al di là delle più ottimistiche speranze e la faccenda si conclude di fatto con un insabbiamento.

## Personaggi
- Grazia Negro - originaria di Nardò, in provincia di Lecce (24 marzo 1975),[2] lavora alla Questura di Bologna dove ha raggiunto il grado di ispettore capo. Il suo operato, non sempre ortodosso, è caratterizzato in genere da grande ostinazione e dal desiderio di scoprire la verità. 
 Ha una relazione non priva di problemi con Simone Martini, il ragazzo cieco da lei incontrato durante le indagini di Almost Blue.

- Salvo Montalbano - originario di Catania (6 settembre 1950), lavora a Vigata, in provincia di Montelusa, dove ha raggiunto il grado di commissario di polizia. Anche lui, come Grazia, è disposto ad usare metodi non esattamente ufficiali per scoprire la verità. 
 Ha una relazione di lunga data con Livia Burlando, che nel corso del romanzo risulta aver lasciato Boccadasse, dove vive e lavora, per raggiungerlo in vacanza a Vigata.

- Elisabetta Gardini detta Betta - procace trentaseienne di origine veneta, laureata in scienze politiche, aveva iniziato una brillante carriera in Polizia raggiungendo il grado di vice commissario. Reclutata dal SISMI, in seguito è entrata a far parte di un gruppo ristretto adibito ai lavori più sporchi. Uccide le sue vittime annegandole e "firma" i suoi delitti con esemplari di Betta splendens, detto anche "pesce combattente".

- Arturo Magnifico: vittima.

- Giulio Albertini: amico della vittima.

Nel corso della narrazione si fanno poi cenni più o meno corposi ad altri personaggi ricorrenti nei romanzi dei due autori. Oltre a Simone e Livia, rispettivamente compagni di Grazia e di Montalbano, l'ispettore Marco Coliandro fa una breve comparsa nel corso di una sparatoria a Milano Marittima (dove si trova in punizione) dimostrando ancora una volta l'inettitudine che lo contraddistingue; dalla Sicilia Giuseppe Fazio fornisce utili dati anagrafici; Ingrid Sjöström e Mimì Augello, di passaggio a Bologna, fungono da corrieri. Anche l'agente Catarella avrebbe dovuto consegnare a Grazia una lettera di Montalbano, ma si perde sulle linee ferroviarie tra Firenze e Reggio Calabria, venendo successivamente recuperato dalla Polizia ferroviaria.

## Postfazione
In una Nota al termine della narrazione, l'editore, Daniele di Gennaro, racconta la genesi del romanzo. 
 Nata per caso durante un'intervista comune ai due autori, avvenuta nel 2005, l'idea di Acqua in bocca si è poi sviluppata e concretizzata nei successivi cinque anni, a dispetto dei numerosi impegni che già gravavano tanto su Camilleri quanto su Lucarelli.

## Curiosità
- In questo romanzo i due personaggi protagonisti, il commissario Salvo Montalbano e l'ispettrice Grazia Negro, assumono decisamente l'aspetto fisico dei loro alter ego cinetelevisivi: attraverso fotografie inserite nel corso della narrazione[3] e descrizioni vere e proprie, Grazia assume le fattezze di Lorenza Indovina[4] e Montalbano quelle di Luca Zingaretti[5]. Per l'ispettrice le differenze sono minime. Il commissario invece, come risulta dalla diretta lettura dei romanzi a lui dedicati, presenta una forma letteraria ed una televisiva assolutamente divergenti; tuttavia qui è la seconda che prende il sopravvento.

- Altra particolarità è che in questo romanzo, nelle sezioni di sua competenza, Camilleri rinuncia quasi completamente all'uso della lingua siciliana: scrivendo a Grazia, il commissario si esprime in italiano.

## Edizioni
- Andrea Camilleri, Carlo Lucarelli, Acqua in bocca, I ed., minimum fax, 2010,  p. 108, ISBN 978-88-7521-278-0.